# 資本資産価格モデル
資本資産価格モデル（しほんしさんかかくモデル、英: Capital Asset Pricing Model, CAPM、シーエーピーエム、キャップエム）とは、金融資産の期待収益率のクロスセクション構造を記述するモデル。1960年代にウィリアム・シャープ、John Lintner、Jan Mossinにより独立に発表された。CAPMの下では金融資産の期待収益率の共変動が市場ポートフォリオ(時価総額加重平均型株価指数)の期待収益率の変動で説明される。後述のようにCAPMに代替する資産価格モデルも多数登場しているが、金融経済学において最も基本的な資産価格モデルの一つであり、CAPMによって定式化された概念は学術研究のみならず金融実務や個人投資の手法等にも広く浸透している。特にウィリアム・シャープはCAPMの導出も含めた資産価格理論研究への貢献により1990年のノーベル経済学賞を受賞している。

## 概要
CAPMによれば、金融市場における任意の金融資産 {\displaystyle i} の期待収益率(期待リターン) {\displaystyle E[R_{i}]} は次の式を満たす。
{\displaystyle E[R_{i}]-r_{\mathrm {f} }=\beta _{i\mathrm {m} }{\Big (}E[R_{\mathrm {m} }]-r_{\mathrm {f} }{\Big )}}
ここで
- {\displaystyle E[R_{i}]} はリスク資産の期待収益率
- {\displaystyle r_{\mathrm {f} }} は無リスク資産の利子率
- {\displaystyle E[R_{\mathrm {m} }]} は市場ポートフォリオと呼ばれる金融市場に存在する全てのリスクのある金融資産の時価総額加重平均ポートフォリオの期待収益率
- 市場ポートフォリオの期待収益率と無リスク資産の利子率の差 {\displaystyle E[R_{\mathrm {m} }]-r_{\mathrm {f} }} はマーケットリスクプレミアムと呼ばれる。
- {\displaystyle \beta _{i\mathrm {m} }} はマーケットリスクプレミアムに対する資産 {\displaystyle i} のリスクプレミアムの感応度であり、{\displaystyle \beta _{i\mathrm {m} }=\mathrm {Cov} (R_{i},R_{\mathrm {m} })/\mathrm {Var} (R_{\mathrm {m} })} を満たす。ただし、{\displaystyle \mathrm {Cov} (R_{i},R_{\mathrm {m} })} は資産 {\displaystyle i} の収益率 {\displaystyle R_{i}} と市場ポートフォリオの収益率 {\displaystyle R_{\mathrm {m} }} の共分散で、{\displaystyle \mathrm {Var} (R_{\mathrm {m} })} は市場ポートフォリオの収益率の分散である。この {\displaystyle \beta _{i\mathrm {m} }} のことを資産 {\displaystyle i} のベータ(英: beta)と呼ぶ。

この式の導出については、CAPMの導出(後述)を参照。CAPMの下では全ての金融資産のリスクプレミアムが共通ファクターである市場ポートフォリオのリスクプレミアムと、それに対する各資産固有の感応度であるベータの積で表されることから、金融資産の期待収益率のクロスセクション構造が完全に決定されている。CAPMにより理論上のリスクプレミアムが評価できることから、金融資産の(CAPM上での)適正価格を導くことができ、適正な資産価格の一つの基準として利用することが出来る。

## 歴史
CAPMは現代ポートフォリオ理論の最大の理論的成果と言える。1952年にハリー・マーコウィッツが考案した平均分散分析(英: mean-variance analysis)と呼ばれる完全市場の下でのポートフォリオ選択理論は金融経済学や数理ファイナンスといったファイナンス理論の端緒となる研究であった。1950年代以前のファイナンスと言えば銀行などの金融仲介機関についての研究が主であった中でのマーコウィッツの研究はあまりに革新的で、彼がシカゴ大学からの経済学の博士号を受け取るのに苦労したという逸話が残されているほどである。その後、平均分散分析と期待効用最大化の関係がジェームス・トービンによって検討され、分離定理(英: separation theorem)と呼ばれる、ある特定の平均分散的に効率的なポートフォリオ(接点ポートフォリオ)と無リスク資産への投資比率を変化させるだけで効率的フロンティアを再現できるという定理が示された。このような中で、マーコウィッツによって創始された平均分散分析に基づき、ミクロ経済学の一般均衡としての理論的基礎を持ったモデルとして登場したのがCAPMである。
CAPMは学術的にも実務的にも広く受け入れられ、金融資産、特に株式の期待収益率のクロスセクション構造を記述するスタンダードモデルの一つとしての地位を獲得した。後述のように代替モデルも多数登場しているが、2015年現在において未だにCAPMで現れた概念は幅広く用いられている。実際、証券会社などの情報サービスで各社が推定した株式のベータが参照できる場合が多い。特にハリー・マーコウィッツとウィリアム・シャープはこれらの資産選択理論についての貢献により1990年のノーベル経済学賞を受賞した。

## 理論

### CAPMの導出
CAPMの導出について述べる。以下の記述は池田 & (2000)とDybvig and Ross & (2003)に基づく。まずCAPMが成立する為に必要な仮定として以下の4点があげられる。
1. 全ての投資家は平均分散分析によりポートフォリオを選択する。
2. 全ての投資家は全ての金融資産の収益率の平均と分散について同一の予想を持つ。
3. 金融市場が完全市場である。
4. 無リスク資産が存在する。

第一の仮定が成立する為には全ての金融資産の収益率の同時分布が正規分布であるか、もしくは全ての投資家の期待効用関数が2次関数の形式を取っているかのいずれかと全ての投資家がリスク回避的であることが成り立たねばならない。
ここで金融市場には {\displaystyle n} 個のリスク資産と利子率 {\displaystyle r_{\mathrm {f} }} の無リスク資産、そして {\displaystyle J} 人の投資家が存在するとしよう。任意のリスク資産 {\displaystyle i} についてその収益率を {\displaystyle R_{i}} とすると、第 {\displaystyle j} 投資家の期待効用を最大化する平均分散的に効率的なリスク資産への投資比率ポートフォリオ {\displaystyle \phi _{i}^{j},i=1,\dots ,n} は次の連立方程式の解となる。
{\displaystyle E[R_{i}]-r_{\mathrm {f} }=\lambda ^{j}{\Big (}\mathrm {Cov} (R_{1},R_{i})\phi _{1}^{j}+\cdots +\mathrm {Cov} (R_{n},R_{i})\phi _{n}^{j}{\Big )}=\lambda ^{j}\sum _{k=1}^{n}\mathrm {Cov} (R_{k},R_{i})\phi _{k}^{j},\quad i=1,\dots ,n}
ここで {\displaystyle \lambda ^{j}} は0ではない各投資家に固有の係数である。リスク資産 {\displaystyle i} の時価総額を {\displaystyle V_{i}} とし、投資家 {\displaystyle j} の初期資産を {\displaystyle W^{j}} とすれば、需給一致の条件から
{\displaystyle V_{i}=\sum _{j=1}^{J}W^{j}\phi _{i}^{j},\quad i=1,\dots ,n}
となる。よって金融市場の全てのリスク資産の時価総額加重平均ポートフォリオは
{\displaystyle \phi _{i}^{\mathrm {m} }={\frac {V_{i}}{\sum _{l=1}^{n}V_{l}}}={\frac {\sum _{j=1}^{J}W^{j}\phi _{i}^{j}}{\sum _{l=1}^{n}\sum _{j=1}^{J}W^{j}\phi _{l}^{j}}},\quad i=1,\dots ,n}
と表せる。よって任意の {\displaystyle i=1,\dots ,n} について
{\displaystyle \sum _{k=1}^{n}\mathrm {Cov} (R_{k},R_{i})\phi _{k}^{\mathrm {m} }={\frac {\sum _{j=1}^{J}W^{j}\sum _{k=1}^{n}\mathrm {Cov} (R_{k},R_{i})\phi _{k}^{j}}{\sum _{l=1}^{n}\sum _{j=1}^{J}W^{j}\phi _{l}^{j}}}={\frac {\sum _{j=1}^{J}W^{j}/\lambda ^{j}}{\sum _{l=1}^{n}\sum _{j=1}^{J}W^{j}\phi _{l}^{j}}}{\Big (}E[R_{i}]-r_{\mathrm {f} }{\Big )}}
となる。つまり任意の {\displaystyle i} について
{\displaystyle E[R_{i}]-r_{\mathrm {f} }=\lambda ^{\mathrm {m} }\sum _{k=1}^{n}\mathrm {Cov} (R_{k},R_{i})\phi _{k}^{\mathrm {m} }=\lambda ^{\mathrm {m} }\mathrm {Cov} (R_{\mathrm {m} },R_{i})}
が成り立つ。ただし
{\displaystyle \lambda ^{\mathrm {m} }={\frac {\sum _{l=1}^{n}\sum _{j=1}^{J}W^{j}\phi _{l}^{j}}{\sum _{j=1}^{J}W^{j}/\lambda ^{j}}}}
である。ここでマーケットリスクプレミアムは
{\displaystyle E[R_{\mathrm {m} }]-r_{\mathrm {f} }=\sum _{i=1}^{n}{\Big (}E[R_{i}]-r_{\mathrm {f} }{\Big )}\phi _{i}^{\mathrm {m} }=\lambda ^{\mathrm {m} }\sum _{i=1}^{n}\mathrm {Cov} (R_{\mathrm {m} },R_{i})\phi _{i}^{\mathrm {m} }=\lambda ^{\mathrm {m} }\mathrm {Var} (R_{\mathrm {m} })}
となる。よって
{\displaystyle \lambda ^{\mathrm {m} }={\frac {E[R_{\mathrm {m} }]-r_{\mathrm {f} }}{\mathrm {Var} (R_{\mathrm {m} })}}}
となる。したがって任意の {\displaystyle i} について
{\displaystyle E[R_{i}]-r_{\mathrm {f} }={\frac {\mathrm {Cov} (R_{i},R_{\mathrm {m} })}{\mathrm {Var} (R_{\mathrm {m} })}}{\Big (}E[R_{\mathrm {m} }]-r_{\mathrm {f} }{\Big )}=\beta _{i\mathrm {m} }{\Big (}E[R_{\mathrm {m} }]-r_{\mathrm {f} }{\Big )}}
が成立する。この式はまさしくCAPMである。

### 市場ポートフォリオと接点ポートフォリオ
CAPMが成立するならば、市場ポートフォリオと接点ポートフォリオは一致する。接点ポートフォリオを {\displaystyle \phi _{i}^{\mathrm {T} },i=1,\dots ,n} とすると、ジェームズ・トービンの分離定理より任意の投資家 {\displaystyle j} の期待効用を最大化するリスク資産へのポートフォリオ {\displaystyle \phi _{i}^{j},i=1,\dots ,n} はある実数 {\displaystyle \gamma ^{j}} を用いて
{\displaystyle \phi _{i}^{j}=\gamma ^{j}\phi _{i}^{\mathrm {T} },i=1,\dots ,n}
と表せる。よってリスク資産 {\displaystyle i} の時価総額を {\displaystyle V_{i}} とし、投資家 {\displaystyle j} の初期資産を {\displaystyle W^{j}} とすれば需給一致の条件から任意の {\displaystyle i} について
{\displaystyle V_{i}=\sum _{j=1}^{J}W^{j}\phi _{i}^{j}=\sum _{j=1}^{J}W^{j}\gamma ^{j}\phi _{i}^{\mathrm {T} }=\delta \phi _{i}^{\mathrm {T} },\quad \delta =\sum _{j=1}^{J}W^{j}\gamma ^{j}}
と表せる。したがってリスク資産の時価総額加重平均ポートフォリオ {\displaystyle \phi _{i}^{\mathrm {m} },i=1,\dots ,n} は、{\displaystyle \sum _{i=1}^{n}\phi _{i}^{\mathrm {T} }=1} に注意すれば、
{\displaystyle \phi _{i}^{\mathrm {m} }={\frac {V_{i}}{\sum _{l=1}^{n}V_{l}}}={\frac {\delta \phi _{i}^{\mathrm {T} }}{\sum _{l=1}^{n}\delta \phi _{l}^{\mathrm {T} }}}=\phi _{i}^{\mathrm {T} }}
となり、確かに接点ポートフォリオと一致する。

### 線形性
CAPMのベータには一種の線形性がある。金融資産 {\displaystyle i=1,\dots ,n} について、資金を {\displaystyle \phi _{i},i=1,\dots ,n} の比率で投資するポートフォリオを考える。するとこのポートフォリオの収益率 {\displaystyle R_{p}} は金融資産 {\displaystyle i} の収益率を {\displaystyle R_{i}} とすれば、以下の式で表される。
{\displaystyle R_{p}=\sum _{i=1}^{n}R_{i}\phi _{i}}
この時、CAPMが成立しているならば、このポートフォリオの期待収益率 {\displaystyle E[R_{p}]} について次のような変形が可能である。
{\displaystyle E[R_{p}]=\sum _{i=1}^{n}E[R_{i}]\phi _{i}=\sum _{i=1}^{n}{\Big (}r_{\mathrm {f} }+\beta _{i\mathrm {m} }{\Big (}E[R_{\mathrm {m} }]-r_{\mathrm {f} }{\Big )}{\Big )}\phi _{i}=r_{\mathrm {f} }+\beta _{p\mathrm {m} }{\Big (}E[R_{\mathrm {m} }]-r_{\mathrm {f} }{\Big )}}
ただし、
{\displaystyle \beta _{p\mathrm {m} }=\sum _{i=1}^{n}\beta _{i\mathrm {m} }\phi _{i}=\sum _{i=1}^{n}{\frac {\mathrm {Cov} (R_{i},R_{\mathrm {m} })}{\mathrm {Var} (R_{\mathrm {m} })}}\phi _{i}={\frac {\mathrm {Cov} (\sum _{i=1}^{n}R_{i}\phi _{i},R_{\mathrm {m} })}{\mathrm {Var} (R_{\mathrm {m} })}}={\frac {\mathrm {Cov} (R_{p},R_{\mathrm {m} })}{\mathrm {Var} (R_{\mathrm {m} })}}}
である。よってまとめると
{\displaystyle E[R_{p}]-r_{\mathrm {f} }=\beta _{p\mathrm {m} }{\Big (}E[R_{\mathrm {m} }]-r_{\mathrm {f} }{\Big )},\quad \beta _{p\mathrm {m} }={\frac {\mathrm {Cov} (R_{p},R_{\mathrm {m} })}{\mathrm {Var} (R_{\mathrm {m} })}}=\sum _{i=1}^{n}\beta _{i\mathrm {m} }\phi _{i}}
が成り立つ。この結果は以下で述べる極めて実用的なインプリケーションを持つ。CAPMの線形性を用いれば、個別株式のベータやポートフォリオの投資比率を特定することなく、ポートフォリオ全体のパフォーマンス(ポートフォリオのリスクプレミアム)を測定することが出来る。よって投資信託などのファンドが報告している収益率実績などからそのファンド(のポートフォリオ)のベータを推定することが可能になる。つまりファンドがCAPMから逸脱した収益を上げているかどうかを限られたデータから調べることが可能になる。この観点に基づきマイケル・ジェンセンがジェンセンのアルファと呼ばれる指標を用いて株式の投資信託のパフォーマンスを統計的に検証した論文を1968年に発表している。

### シャープ・レシオ
CAPMの下でウィリアム・シャープが提案した投資の効率性を測る指標であるシャープ・レシオについて以下で述べるような関係が成立する。金融資産 {\displaystyle i} の収益率を {\displaystyle R_{i}} とすれば、そのシャープ・レシオ {\displaystyle S_{i}} は
{\displaystyle S_{i}={\frac {E[R_{i}]-r_{\mathrm {f} }}{\sqrt {\mathrm {Var} (R_{i})}}}}
で定義される。この時、資産 {\displaystyle i} の収益率と市場ポートフォリオの収益率 {\displaystyle R_{\mathrm {m} }} の相関係数 {\displaystyle \rho _{i\mathrm {m} }} は次で定義される。
{\displaystyle \rho _{i\mathrm {m} }={\frac {\mathrm {Cov} (R_{i},R_{\mathrm {m} })}{\sqrt {\mathrm {Var} (R_{i})\mathrm {Var} (R_{\mathrm {m} })}}}}
よってCAPMが成立しているならば、資産 {\displaystyle i} のシャープ・レシオについて以下の等式が成立する。
{\displaystyle S_{i}={\frac {E[R_{i}]-r_{\mathrm {f} }}{\sqrt {\mathrm {Var} (R_{i})}}}={\frac {\beta _{i\mathrm {m} }}{\sqrt {\mathrm {Var} (R_{i})}}}{\Big (}E[R_{\mathrm {m} }]-r_{\mathrm {f} }{\Big )}={\frac {\mathrm {Cov} (R_{i},R_{\mathrm {m} })}{\mathrm {Var} (R_{\mathrm {m} }){\sqrt {\mathrm {Var} (R_{i})}}}}{\Big (}E[R_{\mathrm {m} }]-r_{\mathrm {f} }{\Big )}=\rho _{i\mathrm {m} }{\frac {E[R_{\mathrm {m} }]-r_{\mathrm {f} }}{\sqrt {\mathrm {Var} (R_{\mathrm {m} })}}}=\rho _{i\mathrm {m} }S_{\mathrm {m} }}
ここで、{\displaystyle S_{\mathrm {m} }} は市場ポートフォリオのシャープ・レシオである。相関係数 {\displaystyle \rho _{i\mathrm {m} }} は-1から1までの値しか取らないので、市場ポートフォリオのシャープ・レシオ(つまり市場ポートフォリオのリスクプレミアム)が正ならば個別資産のシャープ・レシオは必ず市場ポートフォリオのシャープ・レシオを下回ることが言える。リスクプレミアムの項で説明されているように、リスクプレミアムは通常、正であるので次の不等式が成り立つ。
{\displaystyle S_{i}\leq S_{\mathrm {m} }}
CAPMの線形性と合わせて考えると、CAPMの下ではどのようなポートフォリオを考えたとしても、市場ポートフォリオよりシャープ・レシオの観点で効率的なポートフォリオは組成できないことが言える。市場ポートフォリオは時価総額加重平均ポートフォリオなので、S&P500などの時価総額加重平均型株価指数と同一視できる。よってインデックス運用と呼ばれる市場インデックス連動型の運用方針が用いられる理論的背景として、このようなシャープ・レシオによる説明が可能である。

### システマティック・リスクと個別リスク
金融資産 {\displaystyle i} の収益率を {\displaystyle R_{i}} として次の変数 {\displaystyle \epsilon _{i}} を定義する。
{\displaystyle \epsilon _{i}=R_{i}-{\Big (}r_{\mathrm {f} }+\beta _{i\mathrm {m} }{\Big (}R_{\mathrm {m} }-r_{\mathrm {f} }{\Big )}{\Big )}}
この時、{\displaystyle \epsilon _{i}} と {\displaystyle R_{\mathrm {m} }} の共分散は0である。実際、
{\displaystyle \mathrm {Cov} (\epsilon _{i},R_{\mathrm {m} })=\mathrm {Cov} (R_{i},R_{\mathrm {m} })-\beta _{i\mathrm {m} }\mathrm {Var} (R_{\mathrm {m} })=\mathrm {Cov} (R_{i},R_{\mathrm {m} })-{\frac {\mathrm {Cov} (R_{i},R_{\mathrm {m} })}{\mathrm {Var} (R_{\mathrm {m} })}}\mathrm {Var} (R_{\mathrm {m} })=0}
となる。よって {\displaystyle R_{i}} の分散は
{\displaystyle \mathrm {Var} (R_{i})=\beta _{i\mathrm {m} }^{2}\mathrm {Var} (R_{\mathrm {m} })+\mathrm {Var} (\epsilon _{i})}
と二つの要因に分割できる。右辺第1項をシステマティック・リスク(英: systematic risk)と呼び、第2項を個別リスク(英: idiosyncratic risk)と言う。CAPMの線形性からこの関係はポートフォリオの収益率の分散にも成り立つ。ポートフォリオが市場ポートフォリオに近づけば個別リスクは小さくなるので、分散投資の重要性についての言及はこの結果を前提としている場合が多い。

### 資本市場線

CAPMにおける資本市場線

リスク・リターン平面において、無リスク資産の位置する点と市場ポートフォリオの位置する点を結んだ直線を資本市場線(英: capital market line)と呼ぶ。CAPMが成立しているならば、全ての投資家の選ぶポートフォリオは必ず資本市場線上にある。
右の図は資本市場線を表したもので、黒い線が資本市場線であり、青い線がリスク資産のみからなる効率的フロンティアである。図における {\displaystyle r_{\mathrm {f} }} が無リスク資産の金利を表し、market portfolio が市場ポートフォリオの位置を表している。つまりmarket portfolio の点におけるX座標が市場ポートフォリオの収益率の標準偏差で、Y座標が市場ポートフォリオの期待収益率となっている。
もし投資家の選んだポートフォリオが資本市場線上において市場ポートフォリオの点より左側にあれば、その投資家は無リスク資産と市場ポートフォリオを共に正の割合で保持していることになる。図におけるlending portfolio の点がそのようなポートフォリオになる。逆に資本市場線上において投資家の選んだポートフォリオが市場ポートフォリオの点より右側にあれば、無リスク資産を空売り、つまり借り入れを行って自己の所有資産以上の金額の市場ポートフォリオを購入していることになる。よってその場合は投資にレバレッジがかかっていることになる。図におけるleveraged portfolio の点がそのようなポートフォリオになる。
さらに資本市場線の傾きは市場ポートフォリオのシャープ・レシオとなっている。

### 証券市場線

CAPMにおける証券市場線

X軸にCAPMのベータ、Y軸に期待収益率を取った座標平面をベータ・リターン平面という。ベータ・リターン平面において、切片を無リスク資産の金利とし、ベータが1で期待収益率が市場ポートフォリオの期待収益率である点を通る直線を証券市場線(英: security market line)と言う。CAPMが成立しているならば、あらゆる金融資産とあらゆるポートフォリオはベータ・リターン平面上で必ず証券市場線上に位置する。
右の図は証券市場線を図示したものである。図においてa portfolio outperforming the marketと記されている点はCAPMにおける理論値より高い期待収益率となったポートフォリオのベータ・リターン平面上での点で、a portfolio underperforming the marketと記されている点はCAPMにおける理論値より低い収益率となったポートフォリオのベータ・リターン平面上の点である。各ポートフォリオの位置する点を通り、切片を無リスク資産の金利とする直線(青い点線)の傾きはそれぞれのポートフォリオのトレイナーの測度と一致する。また各ポートフォリオの位置する点から証券市場線への差(赤い点線)はそれぞれのポートフォリオのジェンセンのアルファと一致する。
証券市場線に位置する点のトレイナーの測度はマーケットリスクプレミアムであり、ジェンセンのアルファは0であることから、これら2つの指標が理論値から異なるということはCAPMからの逸脱を表していると言える。また個別の金融資産で考えた場合、ベータ・リターン平面において証券市場線より上に位置する資産はCAPMにおける理論値より割安に値付けられていて、証券市場線より下に位置する資産は割高に値付けられていることも言える。

## ゼロベータCAPM

CAPMにおけるゼロベータポートフォリオ。図中のmarket portfolioが市場ポートフォリオ、zero-beta portfolioがゼロベータポートフォリオのリスク・リターン平面上での座標である。minimum variance flontier of risky assetsはリスク資産のみからなる最小分散フロンティアである。

CAPMには無リスク資産の存在が仮定されている。しかし1972年にフィッシャー・ブラックは無リスク資産の存在を仮定しないCAPMとしてゼロベータCAPM(英: zero-beta CAPM)を導出した論文を発表した。ゼロベータCAPMの下で金融市場における任意の金融資産 {\displaystyle i} の期待収益率 {\displaystyle E[R_{i}]} は次の式を満たす。
{\displaystyle E[R_{i}]-r_{\mathrm {z} }=\beta _{i\mathrm {m} }{\Big (}E[R_{\mathrm {m} }]-r_{\mathrm {z} }{\Big )}}
ここで {\displaystyle r_{\mathrm {z} }} はゼロベータポートフォリオと呼ばれるポートフォリオの期待収益率で、その他の変数は前述のCAPMの式と同じものである。ゼロベータポートフォリオは以下のようにして作成される。まず市場ポートフォリオはリスク・リターン平面上において(リスク資産のみからなる)効率的フロンティア上にある。そこで市場ポートフォリオの点において効率的フロンティアの接線を引き、Y軸(リターン方向の軸)との交点を取る。その交点から水平線を引き、リスク資産の最小分散フロンティアとの交点を取る。するとこの水平線と最小分散フロンティアの交点上にあるポートフォリオがゼロベータポートフォリオとなる。
ゼロベータCAPMが生まれた背景としてフィッシャー・ブラック、マイケル・ジェンセン、マイロン・ショールズによる研究がある。フィッシャー・ブラックがゼロベータCAPMを導出した論文中に述べられていることだが、彼ら3人の実証研究においてCAPMが一部成立しない結果が得られた。ベータが高い株式で組まれたポートフォリオの期待収益率は理論的な値より低くなり、逆にベータが低い株式で組まれたポートフォリオの期待収益率は理論的な値より高くなったのである。そこでベータがゼロとなるポートフォリオ(上のゼロベータポートフォリオ)を考え、市場ポートフォリオとゼロベータポートフォリオのリスクプレミアムによる2ファクターモデルを用いて推定を行った所、結果が改善する傾向が見られた。このような実証的結果の一つの説明として、無リスク資産を用いた資金の貸し借りが不可能なのではないか、という推論に至ったことによる。

## CAPMへの批判と新たな資産価格モデルの発展
実証研究においてCAPMは1970年代前半まではその成立について肯定的な結果が得られていた。しかし1970年代後半からCAPMに対する様々な批判や問題点が提起された。それはCAPMの理論的な問題点に関するStephen Rossの指摘や、CAPMについての実証研究が持つ問題点に対するRichard Rollの指摘、そしてCAPMでは説明できないアノマリーの発見などである。
Stephen RossはCAPMが成立するための仮定が非常に限定的であるとして、新しい資産価格モデルとして裁定価格理論を提案した。CAPMが成立するためには完全市場の仮定の他に、投資家の選好が平均分散分析と整合的である必要がある。つまり市場に参加している全ての投資家は平均分散分析によりポートフォリオを選択しなくてはならない。しかし、これが成立するための理論的な仮定は、全ての金融資産の収益率の同時分布が正規分布であるか、もしくは全ての投資家の期待効用関数が2次関数の形式を取ることである。それは非現実的であるので、それらの仮定に依拠しない資産価格理論として裁定価格理論を提案したのである。
他方、Richard Rollは既存のCAPMについての実証研究が持つ問題点をいくつか提起した。特に有名なものとして、市場ポートフォリオについての批判がある。CAPMは全ての金融資産について成立するものなので、市場ポートフォリオも全ての金融資産の時価総額加重平均ポートフォリオでなくてはならない。しかし既存の実証研究は株式に対するものが主で、市場ポートフォリオも全ての株式に対する時価総額加重平均ポートフォリオが用いられてきた。その意味で株式しか考慮に入っていない市場ポートフォリオを用いた結果の妥当性を判断するのは難しい。よって市場ポートフォリオは株式以外にも債券、不動産、そして人的資本への投資などを含めた時価総額加重平均ポートフォリオであるべきであるという主張になる。
そしてより深刻な指摘としてCAPMでは説明できないアノマリーの存在がある。このようなアノマリーの例として時価総額が小さい株式の方が高い期待リターンを得られるという小型株効果や、簿価時価比率(PBRの逆数)が高い割安株の方が高い期待リターンを得られるというバリュー株効果などがある。
そこでユージン・ファーマとケネス・フレンチは米国株式市場におけるクロスセクション分析を行い、時価総額、簿価時価比率、レバレッジ比率、E/P(PERの逆数)の当時認識されていた4つのアノマリー要因は時価総額と簿価時価比率の2つに集約されることを統計的に実証した論文を1992年に発表した。そしてさらにこの論文中において、時価総額と簿価時価比率でコントロールを行えば、市場ポートフォリオのリスクプレミアムが持つ個別株式のリスクプレミアムへの説明力がほとんど失われることを統計的に実証した。つまりCAPMは、少なくとも米国株式市場においては、成立していないとの結果である。当該論文の発表当時、ユージン・ファーマは効率的市場仮説の確立などで既に学術的に名声を得ており、さらにCAPMを擁護する論文をかつて発表していたことから、この論文は大きなインパクトを持って受け止められた。特にフィッシャー・ブラックはファーマとフレンチの結果に対して懐疑的な視点を示している。しかし、1993年にユージン・ファーマとケネス・フレンチが発表した資産価格モデルであるファーマ＝フレンチの3ファクターモデルはポストCAPMとしての地位を確立し、新たなスタンダードモデルとなった。